# جین مورفین
جین مورفین (انگلیسی: Jane Murfin؛ ۲۷ اکتبر ۱۸۸۴ – ۱۰ اوت ۱۹۵۵) یک فیلم‌نامه‌نویس و کارگردان اهل ایالات متحده آمریکا بود.
او در سال ۱۹۳۴ که تعداد زیادی از نمایشنامه‌های "برادوی" را نوشته بود بعنوان اولین زن ناظر استودیو در "آر. ک. او" شروع به کار کرد.

## فیلمشناسی
- بانگ خاموش (۱۹۲۱)
- همسران سربراه (۱۹۲۴)
- استاد عشق (۱۹۲۶)